# Lurín (distrikt)
Lurín är ett av 43 distrikt som bildar Lima, huvudstad i Peru. Det gränsar i norr till Pachacámac, Villa María del Triunfo och Villa El Salvador, i öster också med distriktet Pachacámac, i söder med Punta Hermosa och i väster med Stilla havet.
Det bildades den 2 januari 1857 och har sedan dess varit ett jordbruksdistrikt, då det ligger i den bördiga Lurindalen. I distriktet finns också några badstränder som tar emot turister under sommarmånaderna (december – mars), framförallt från storstadsområdet Lima i vilket det långsamt inkorporeras.
Den viktigaste turistattraktionen i området är Pachacámac. En plats som var en vallfartsort och ett viktigt religiöst centrum för Inkariket, det näst viktigaste efter Coricancha i Cusco.
I det arkeologiska området finns ett museum och visningar med guide.

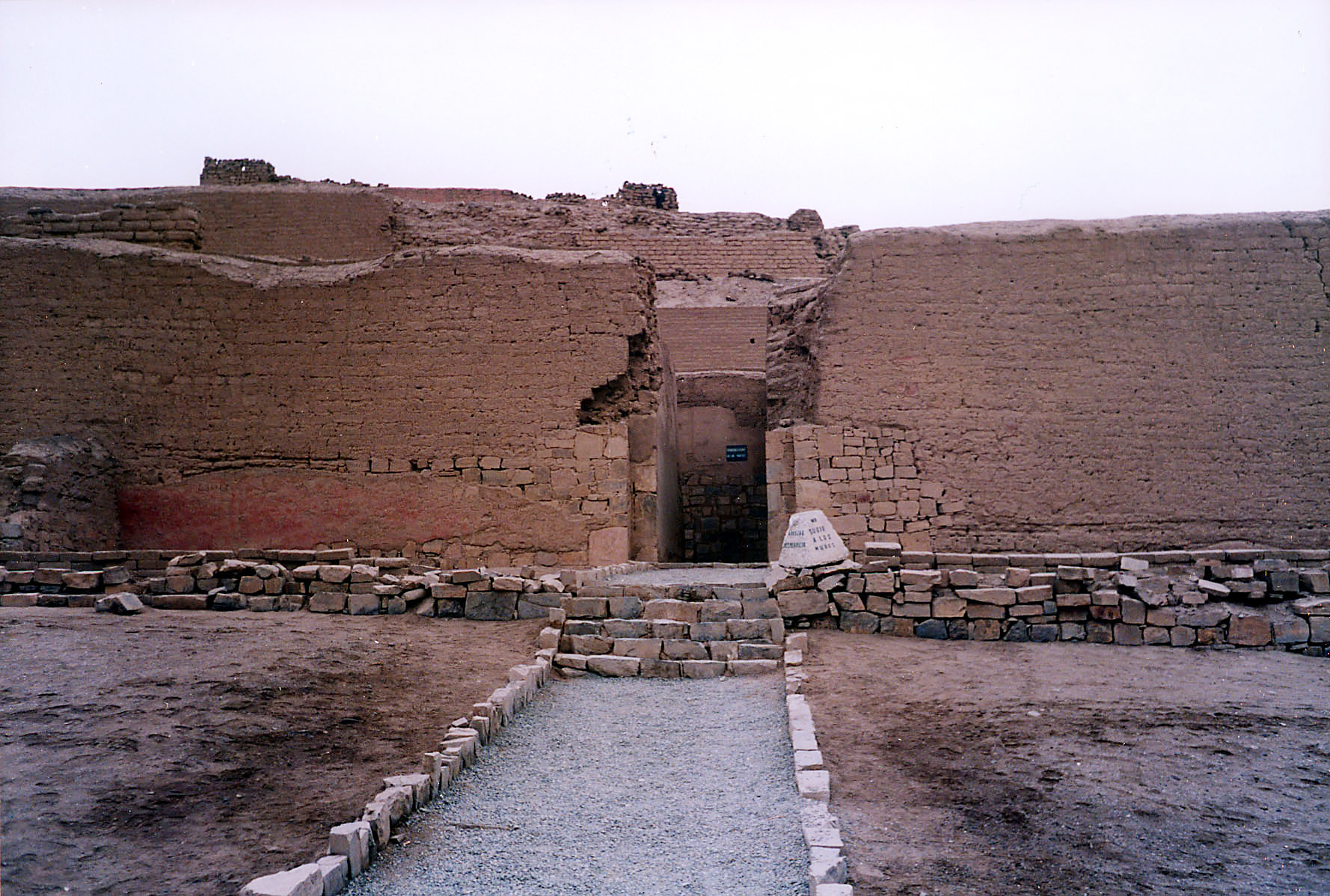
Tempel
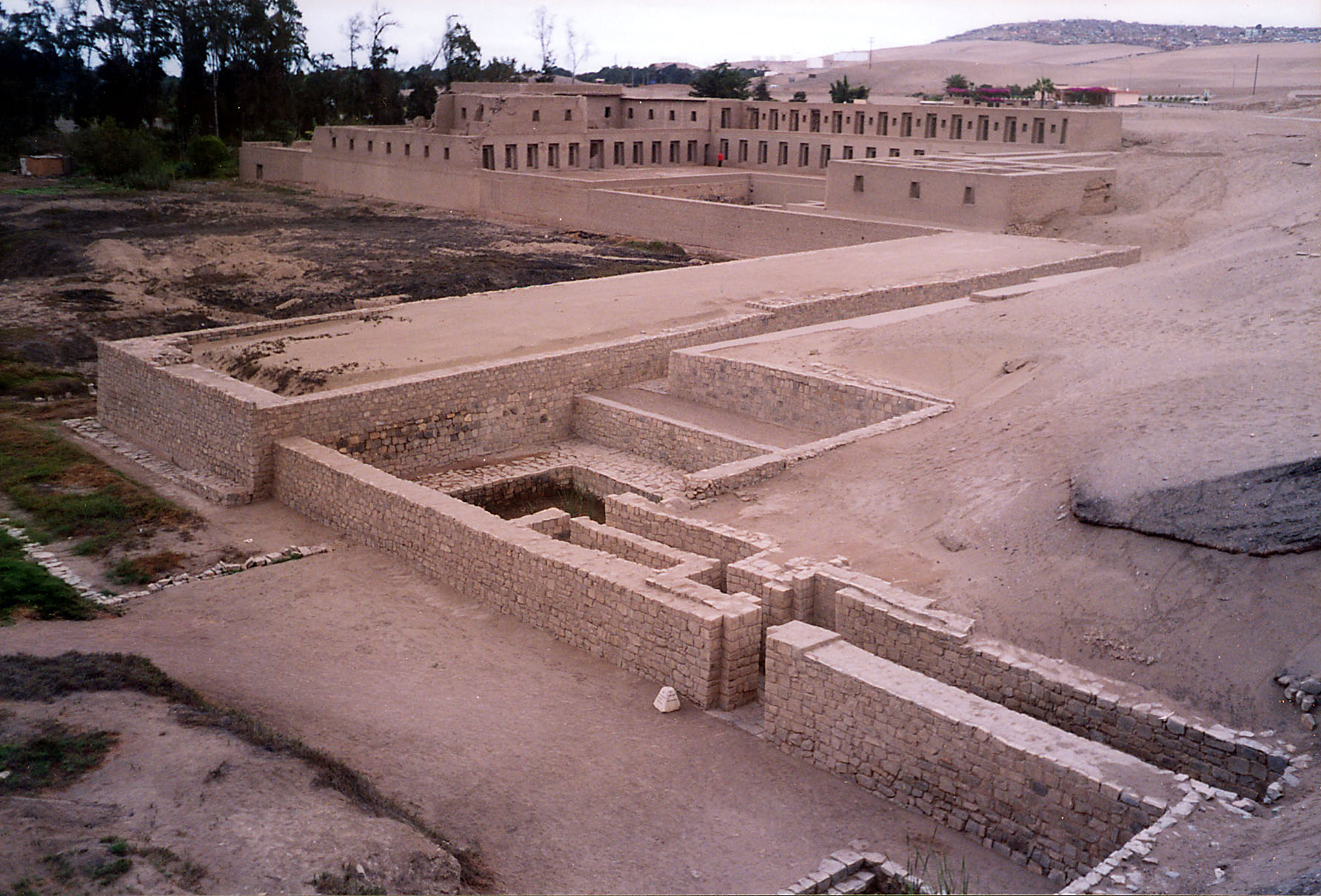
Mamacona
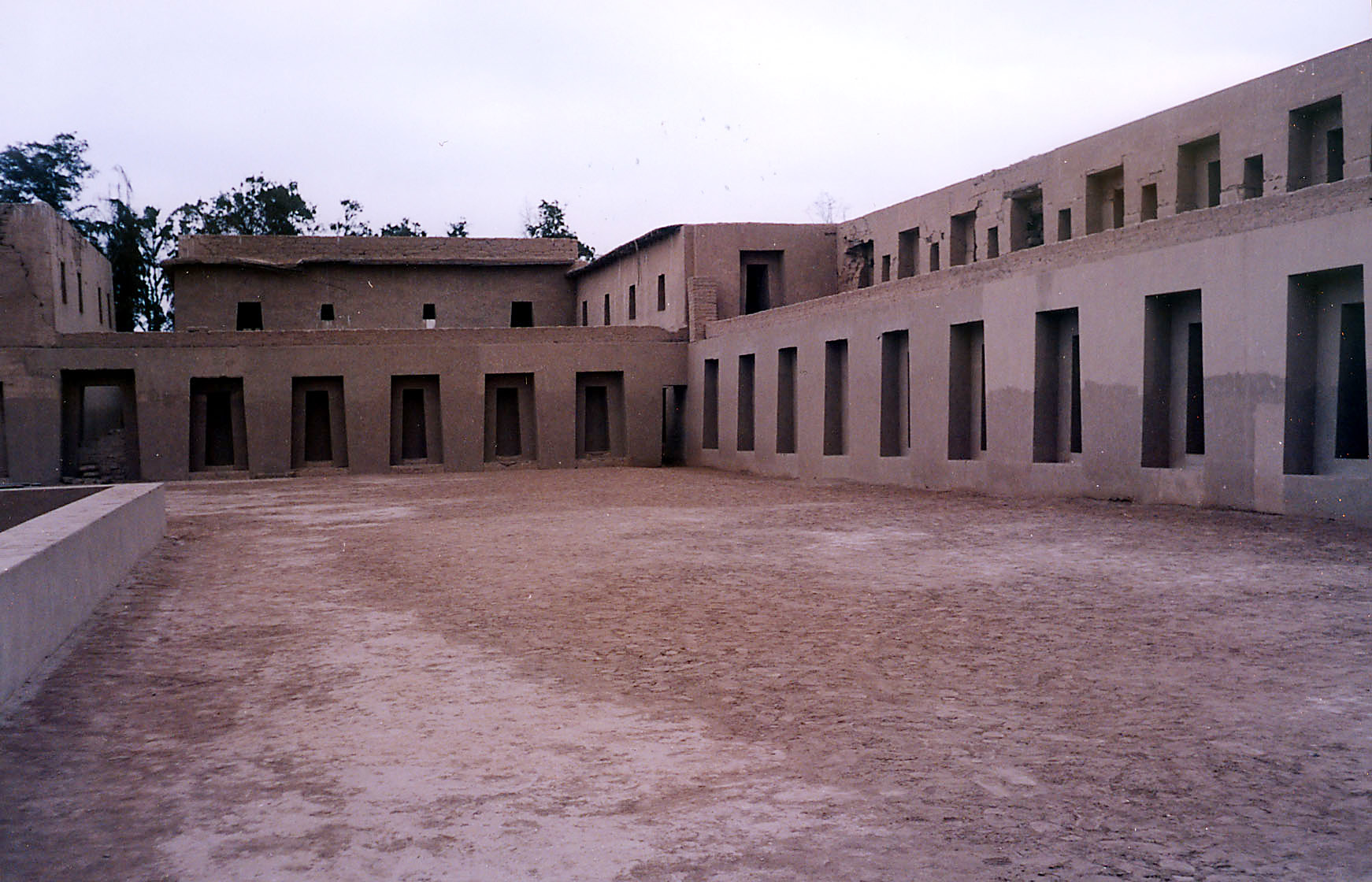
Mamacona